# Rogožarski PWT
Die Rogožarski PWT (serbisch-kyrillisch Рогожарски ПВТ) war ein jugoslawisches Schulflugzeug für Jagdflieger, produziert von Rogožarski, welches in den 1930er Jahren zum Einsatz kam. Der Hauptflügel war in Hochdeckerbauweise konzipiert und gepfeilt.

## Entwicklung
Entworfen wurde sie von einer Entwicklungsgruppe, die aus Rudolf Fizir, Kosta Sivčev, Adem Bišćević, Ljubomir Ilić und Sima Milutonović bestand.

1934 flog der Prototyp erstmals und noch im selben Jahr lief die Produktion der PWT an. Da sie gutmütige Flugeigenschaften besaß und sogar für den Kunstflug geeignet war, wurden von ihr große Stückzahlen hergestellt.
Von diesem Typ erschien auch eine mit Leichtmetallschwimmern ausgerüstete Version für die jugoslawische Marine, die ebenfalls in Serie ging. Die Bezeichnung für diese Maschine war PWT-H. Die Weiterentwicklung der PWT war die R-100.
Als die deutsche Wehrmacht 1941 in Jugoslawien einmarschierte, befanden sich noch 57 PWT im Einsatz bei der Truppe.

## Militärische Nutzer
- Jugoslawien: Königlich jugoslawische Luftwaffe und Marineflieger (4 Exemplare)
- Unabhängiger Staat Kroatien: 15 Exemplare der ehemaligen königlich jugoslawischen Luftwaffe

## Technische Daten
| Kenngröße             | PWT                                                                   | PWT (Schwimmerversion)                                                |
| --------------------- | --------------------------------------------------------------------- | --------------------------------------------------------------------- |
| Besatzung             | 2                                                                     | 2                                                                     |
| Länge                 | 7,38 m                                                                | 8,25 m                                                                |
| Spannweite            | 11,20 m                                                               | 11,20 m                                                               |
| Höhe                  | 2,10 m                                                                | 3,15 m                                                                |
| Flügelfläche          | 22,10 m²                                                              | 22,10 m²                                                              |
| Flügelstreckung       | 5,7                                                                   | 5,7                                                                   |
| Leermasse             | 965 kg                                                                | 1150 kg                                                               |
| max. Startmasse       | 1310 kg                                                               | 1510 kg                                                               |
| Marschgeschwindigkeit | k. A.                                                                 | k. A.                                                                 |
| Höchstgeschwindigkeit | 240 km/h                                                              | 235 km/h                                                              |
| Dienstgipfelhöhe      | 7000 m                                                                | 6360 m                                                                |
| Reichweite            | 550 km                                                                | 450 km                                                                |
| Triebwerke            | 1 × 7-Zylinder-Sternmotor Gnome-Rhône 7K Titan Major; 310 kW (421 PS) | 1 × 7-Zylinder-Sternmotor Gnome-Rhône 7K Titan Major; 310 kW (421 PS) |
| Bewaffnung            | 1 synchronisiertes 7,7-mm-MG                                          | 1 synchronisiertes 7,7-mm-MG                                          |